# 2012年俄羅斯APEC峰會
2012年俄罗斯APEC峰会（俄语：СаммитАТЭСВладивосток-2012）是APEC领导人举行的第24届年会，于2012年9月9日至10日在俄罗斯符拉迪沃斯托克（Vladivostok，又名海参崴）海岸的俄罗斯岛（Russky Island）举行。这是在俄罗斯举行的第一次也是唯一一次APEC首脑会议。
在首脑会议召开前，主办方进行了诸多准备措施。除对符拉迪沃斯托克国际机场进行了翻新升级外，还在俄罗斯岛上设置了度假村，餐饮和娱乐设施。主办方建造了市区金角湾上方的金角湾大桥和从大陆通往俄罗斯岛的两座巨型斜拉桥。远东联邦大学的新校园也于2012年在岛上建成以容纳峰会。

## 准备

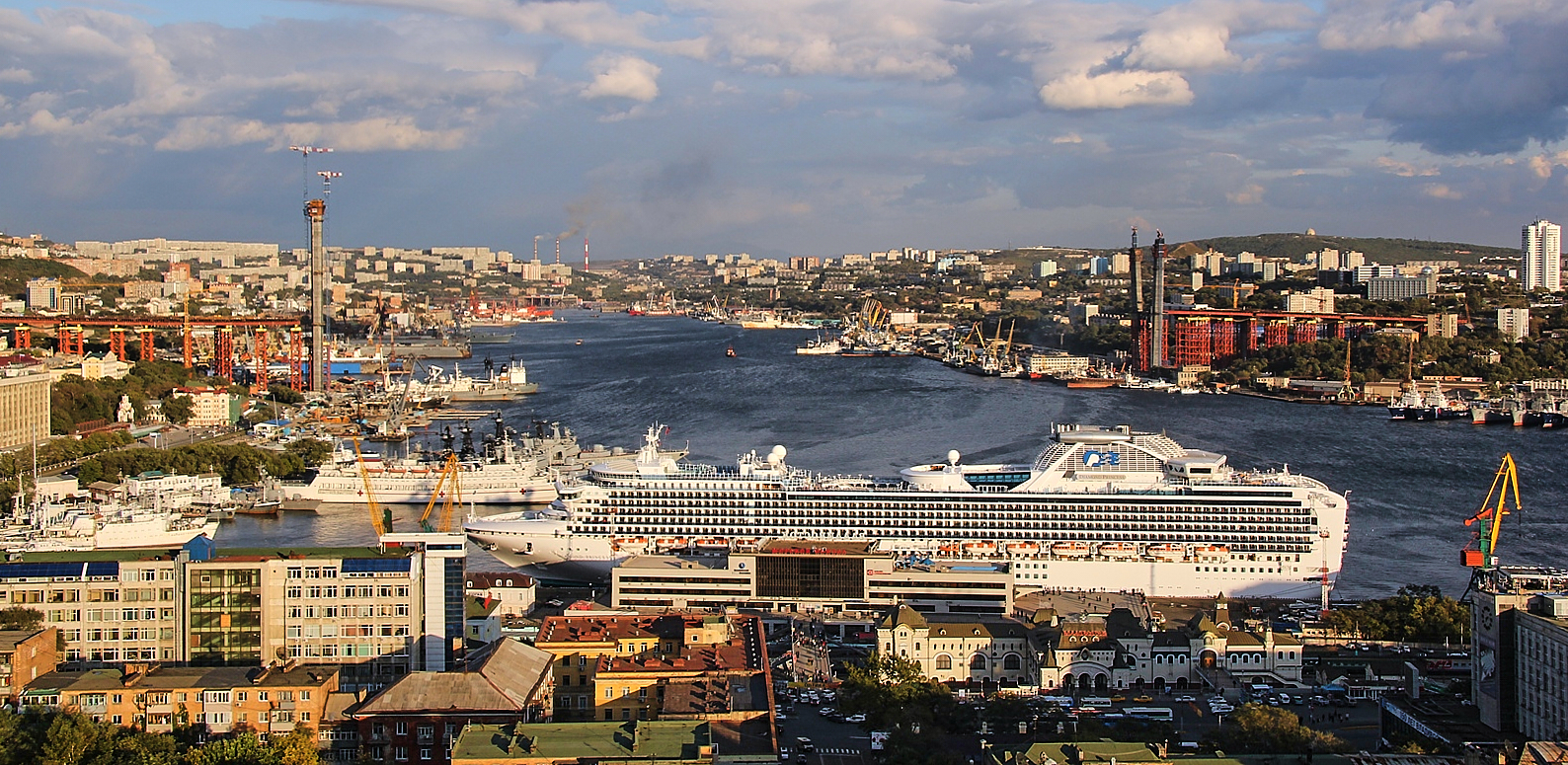
符拉迪沃斯托克市中心的金角湾大桥

在越南河内举行的2006年APEC会议上，俄罗斯提出了主办2012年APEC峰会的愿望。俄罗斯最初打算在位于符拉迪沃斯托克南部的普特洛克湾举行峰会。最早计划建造一座宫殿来举办峰会，此外还将建造一些供游客入住的五星级酒店。峰会结束后，宫殿将被改造成婚礼宫殿，会议中心将被改造成歌剧院，宾馆将被改造成住宅。此外，符拉迪沃斯托克市还会将污水系统、道路、桥梁和水管等基础设施建设到最新状态。此计划的开发成本超过3820亿卢布。当时的经济发展部长German Gref于2006年12月访问符拉迪沃斯托克以确定该市是否准备承办首脑会议。他取消了该计划，并指出费用估算过高，他将不负责解决该市的问题。他还进一步指责符拉迪沃斯托克政府不专业。
2007年1月，时任俄罗斯总统的弗拉基米尔·普京（Vladimir Putin）表示，在符拉迪沃斯托克举行峰会具有明显的可能性。他同时表示筹备这座城市的峰会至少需要1000亿卢布。这比滨海边疆区的预算高出三倍。2007年1月27日，普京访问符拉迪沃斯托克，参加有关俄罗斯即将担任亚太经合组织轮值主席国的会议。在悉尼举行的APEC澳大利亚2007年峰会结束时，俄罗斯再次提出了关于在符拉迪沃斯托克举行2012年峰会的提议。在悉尼举行的一次新闻发布会上，滨海边疆区州长谢尔盖·达金（Sergey Darkin）估计举行此次峰会的成本为1475亿卢布，比先前的预测高出50％。谢尔盖·达金（Sergey Darkin）表示为峰会服务的基础设施建设将有助于俄罗斯远东地区的经济发展，到2020年滨海边疆区的地区生产总值将增长六倍以上。

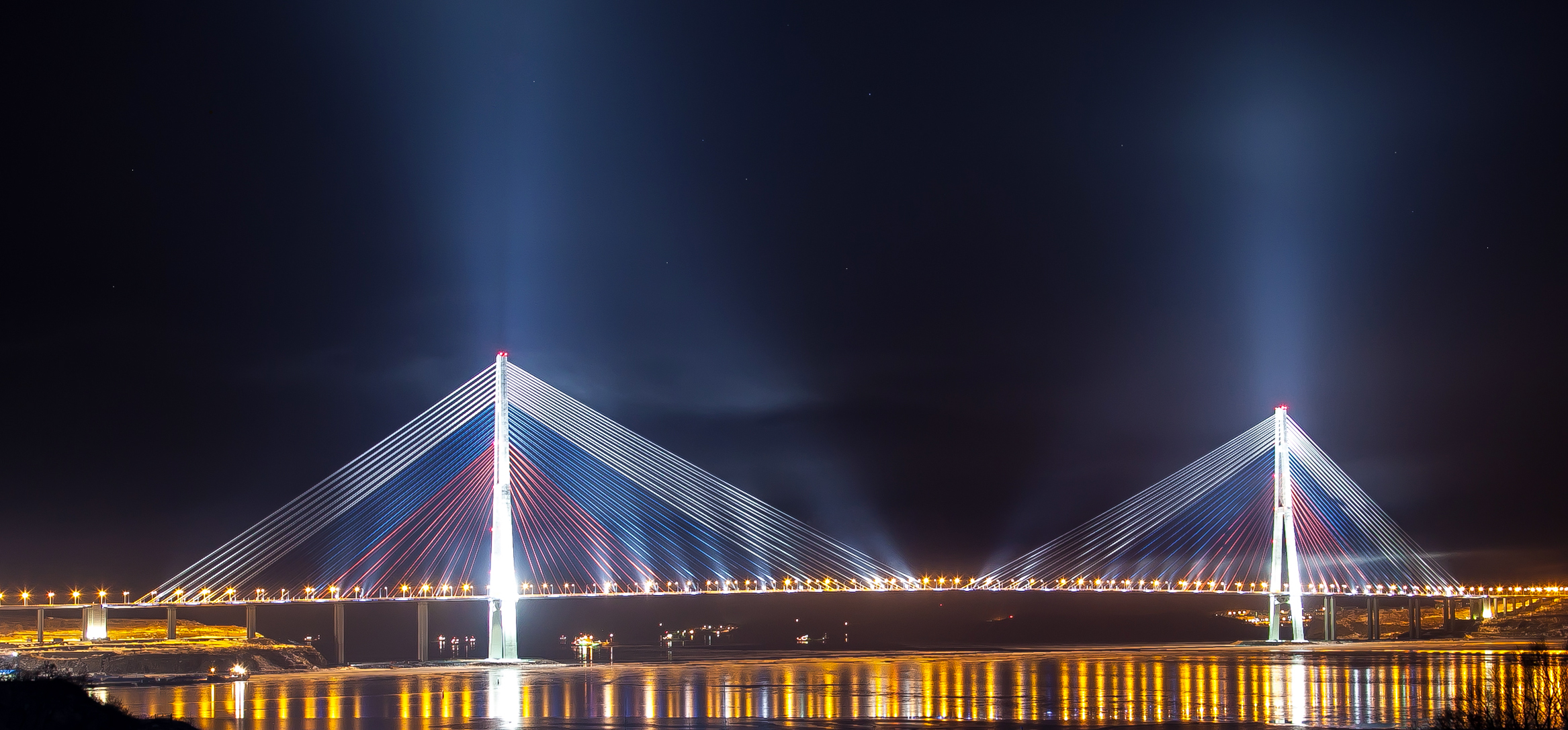
俄罗斯岛大桥

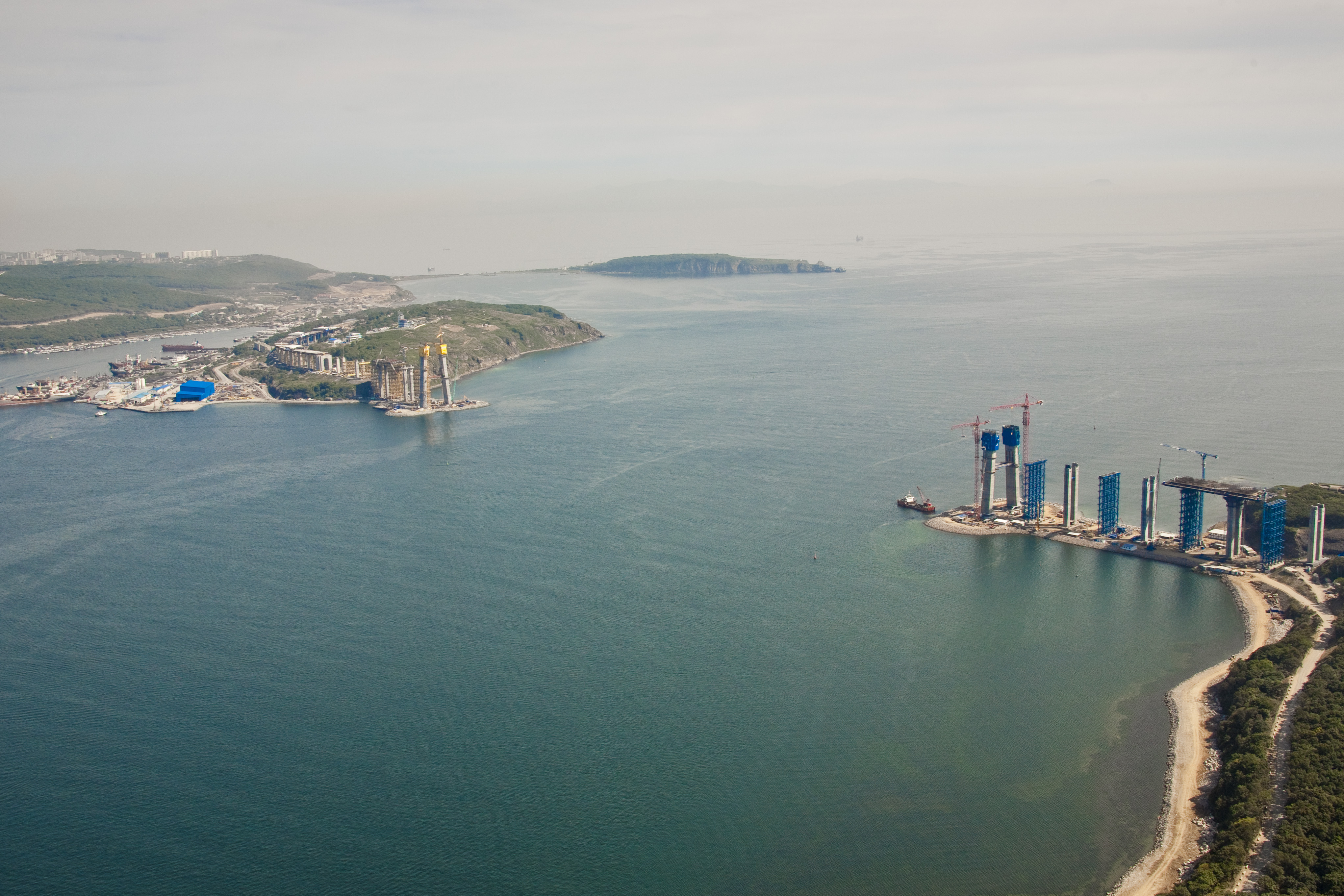
建设中的俄罗斯岛大桥

2007年12月18日，主办方宣布了峰会徽标的竞赛结果。标志应符合三个主要标准：爱国主义，将峰会描绘为2012年滨海边疆区的主要文化和经济活动，并使用滨海边疆区和符拉迪沃斯托克的历史和文化符号。获奖徽章是由专业设计师，符拉迪沃斯托克（Vladivostok）居民叶夫根尼·波格勒布尼亚克（Yevgeny Pogrebnyak）创作的，他获得了65,000卢布的奖金。
2008年2月，达金宣布峰会的筹备活动将纳入城市发展的总体计划，主办峰会本身并不是目标，而是提高俄罗斯在亚太地区地位的工具。 建设项目将包括建造横跨佐洛托伊·罗格湾和罗斯斯基岛的桥梁，新建道路，现代酒店，歌剧剧院和芭蕾舞剧院，以及对该市基础设施的整体改善。.在4月下旬，州长还表示，为峰会提供服务的建筑物将在举办后重新有效地利用。特别是，建议将会议中心用作新的图书馆，而酒店将保留下来以便利前往岛上的旅游。符拉迪沃斯托克国际机场也将进行现代化改造。到4月底，滨海边疆区从联邦预算中获得了第一笔共4.37亿卢布的拨款，以开始峰会的筹备工作。
2008年4月8日，俄罗斯帐户商会负责人谢尔盖·斯蒂芬欣（Sergey Stepashin）参观了符拉迪沃斯托克（Vladivostok），目的是审核峰会的筹备活动。审计表明，在与峰会有关的36个建设项目中，只有6个得到了正确记录。Stepashin还指出，主要优先事项之一是对该地区的非刑事化，因为犯罪形象可能会阻碍投资的流入，并宣布俄罗斯远东地区的发展是俄罗斯的优先重点。
2008年5月，国家专家委员会批准了从符拉迪沃斯托克（Vladivostok）到俄罗斯岛（Russky Island）建造3,150米（10,330英尺）悬索桥的项目。2008年6月，谢尔盖·斯蒂芬辛（Sergey Stepashin）重申了4月份审计的结果，明确指出俄罗斯尚未准备好主办此次峰会。他还表示，为了纠正这种情况，需要再增加30亿卢布来资助首脑会议的筹备活动。6月下旬，时任俄罗斯区域发展部长的德米特里·科扎克（Dmitry Kozak）也访问了符拉迪沃斯托克（海参div）以确认进展情况。他访问了符拉迪沃斯托克国际机场和罗斯斯基岛，并得出结论认为工程“完全有可能”在最后期限之前完成。
2008年6月30日，太平洋大桥公司与滨海边疆区政府签约，承建横跨佐罗玩具罗格湾的大桥，工程价值179亿卢布。2008年7月9日，该公司执行董事Viktor Grebnev表示由于“技术原因”，另一条通往Russky岛的桥梁的建设将无法如期完成;然而，专家Vasiliy Avchenko认为，俄罗斯政府将不惜任何代价修建这座桥，但必须按时完工，以证明这座岛屿的可行性。建造工程已于2008年7月25日展开。滨海边区政府7月30日宣布，计划在一个浮动岛上建造歌剧院和芭蕾舞剧院。剧院可容纳2000人，浮动岛计划于2009年2月1日建造。1 880万卢布已列入边疆区预算，用于建造剧院。还宣布了在Vtoraya Rechka居民区建造一个医疗中心的计划。该医疗中心将满足2012年首脑会议的需要，并将在首脑会议结束后改为边疆区医院。

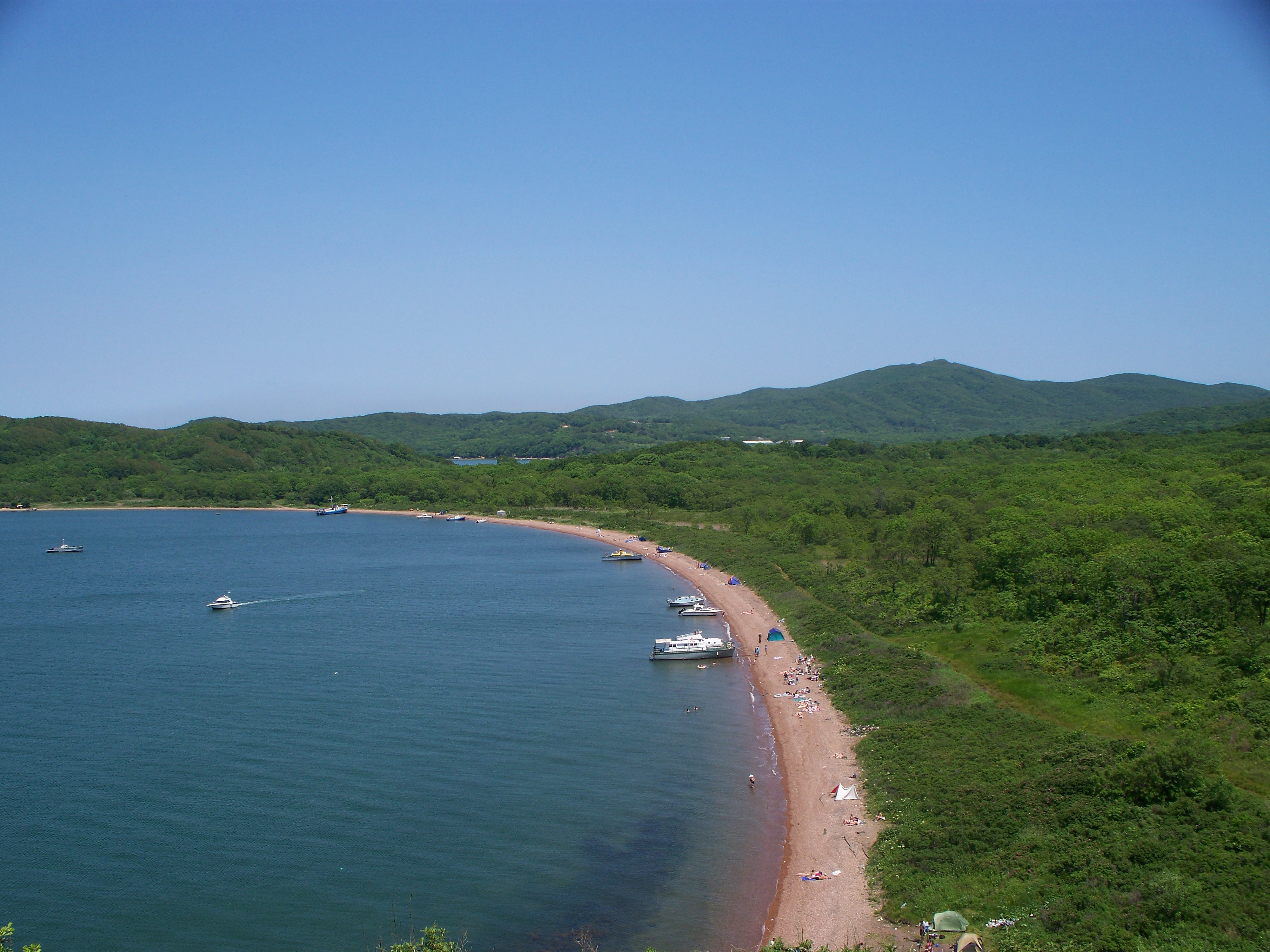
俄罗斯岛菲利波夫湾（2008年）

2008年8月，联邦教育局局长Nikolay Bulayev参观了未来的远东联邦大学的校址，该校的校园将位于罗斯斯基岛。校园建筑包括一个水族馆，一个自然公园，和一个供学生和大学人员使用的居住区。峰会结束后，为2012年峰会服务的部分建筑物也将移交给大学。2008年8月31日，德米特里·梅德韦杰夫总统（Dmitry Medvedev）授权建造横跨东博斯普鲁斯海峡至罗斯斯基岛的桥梁，并任命了一座桥梁建造承包商，预计费用约为10亿美元。2008年9月，普京总理宣布将撤除俄罗斯在该岛上的军事设施，并继续进行远东联邦大学校园的建设。
2008年11月，俄罗斯区域发展部长维克多·巴萨金（Viktor Basargin）访问了符拉迪沃斯托克国际机场，并评估了罗斯斯基岛上桥梁和建筑物的建设进度。部长对总体进展和建设进度感到满意。Basargin宣布一切将如期准备就绪。由于全球和俄罗斯的金融危机，会议的发展资金可能会减少250亿卢布。
尽管有这些削减，俄罗斯财政部还是在2009年3月宣布，由于危机，之前承诺的2020亿卢布不太可能完全用来资助峰会筹备项目。其中一项草拟的决议是将峰会移至圣彼得堡，因为该市的基础设施可较好地举办峰会且成本较低。最初，弗拉基米尔·普京第二内阁的第一副总理伊戈尔·舒瓦洛夫并没有证实这种计划的存在，尽管他指出这种情况是可能的。3月下旬，舒瓦洛夫在莫斯科会议，讨论首脑会议计划问题。会议证实首脑会议将在符拉迪沃斯托克举行，而不是在其他地方。会议期间，修建歌剧院和芭蕾舞剧院以及医疗中心的计划被推迟了，但是其余的建设应按计划继续进行。

## 会前紧张局势
据称，台湾决定于8月31日在太平岛举行实弹演习，这是峰会举行前南海争端紧张局势加剧的原因。争议还涉及日本以及中国大陆与菲律宾之间的对抗。

## 批评
俄罗斯反对派对亚太经合组织峰会的筹备情况进行了严厉批评。这种批评主要因基础设施建设成本高昂而引起。为此次会议而建设的基础设施所费被指远高于其他国家类似设施建设成本。
反对派批评称普京决定在缺乏相关设施的罗斯基岛举行峰会，此外，选定主办城市符拉迪沃斯托克（Vladivostok）基础设施破旧，道路破损，公用事业被忽视，房屋破旧。
反对派指峰会花费近100亿美元，为2010年温哥华冬奥会所花费五倍。仅在金角湾和东博斯普鲁斯海峡建造两座通往罗斯基岛的桥梁所耗费用超过20亿美元，而桥梁的总长度不到3公里。相比之下：中国以20亿美元的价格建造全长35.6公里的杭州湾跨海大桥；法国同等长的桥梁造价为3.94亿欧元。俄政府则指反对派所比较的桥梁具体情况有所不同，不具比较性。
俄反对派于9月8日举行“反首脑会议”。在反首脑会议开始前一天，其组织者左翼联邦委员会成员尼古拉·索斯诺夫（Nikolai Sosnov）的住所遭到警察封锁。

## 青年论坛和未来之声计划
在亚太经合组织领导人会议召开之前的几天，亚太经合组织青年节在符拉迪沃斯托克开幕。该论坛于9月2日至4日在符拉迪沃斯托克举行的APEC-2012领导人周同时在远东联邦大学校园内举行。亚太经合组织经济体的代表包括大学生和研究生，年轻的科学家，企业家和政客，他们针对亚太地区面临的紧迫的社会和经济问题提出了自己的解决方案。在论坛结束时，代表们发表了自己的宣言，并提交给亚太经合组织领导人会议的与会者。随后，受邀的参与者被邀请参加“未来之声”代表团，并参加在拉斯基岛举行的亚太经合组织首席执行官峰会。